# Детонатор (фільм, 2004)
Детонатор (Primer) — американський незалежний науково-фантастичний фільм 2004 року. Фільм був написаний, режисований, продюсований і змонтований Шейном Керрутом.

## Про фільм
Двоє молодих інженерів — Аарон і Ейб — співробітники приватної ІТ-компанії. Вони створюють пристрій з елементами, запозиченими із лабораторії. Із паладієм, отриманим з каталітичних нейтралізаторів їх автомобілів. Випадково пристрій стає машиною часу.
Згідно припущень, їм доведеться чекати шість годин, щоб знову вийти в момент експерименту — увімкнення автомобіля. Він є моментом прибуття мандрівників. За допомогою механізму буде період часу, протягом якого мандрівники чекатимуть, щоб увійти в другу точку. Але в той же час «двійники» вже покинуть першу точку. Тому вчені ізолюються від світу, намагаючись уникнути тимчасових парадоксів.
Першим здійснить подорож Ейб. У першому «альтернативному майбутньому» він залучить свого друга. І вони почнуть подорож, яка триватиме майже до кінця фільму. Однак все піде не так, як очікувалося — одним з побічних ефектів буде те, що вони не зможуть писати ручкою.
І хоча початковою ідеєю було збагатитися на фондовому ринку, події призведуть до наслідків, які більше не буде можливим контролювати.

## Знімались
| Актор          | Роль  |
| -------------- | ----- |
| Шейн Керрут    | Аарон |
| Девід Салліван | Ейб   |